# Целль-ам-Зе (округ)
Целль-ам-Зе (нем. Bezirk Zell am See) — округ в Австрии. Центр округа — город Целль-ам-Зе. Округ входит в федеральную землю Зальцбург. Занимает площадь 2 640,85 км². Плотность населения 32 человек/км². Практически совпадает с историческим регионом Пинцгау, одним из пяти гау федеральных земель Австрии. Жители Пинцгау традиционно назывались пинцгауэры (нем. Pinzgauer), и это слово стало многозначным, используясь для обозначения также местных пород лошадей-тяжеловозов и крупного рогатого скота, а также австрийского армейского вездехода.

## Административные единицы

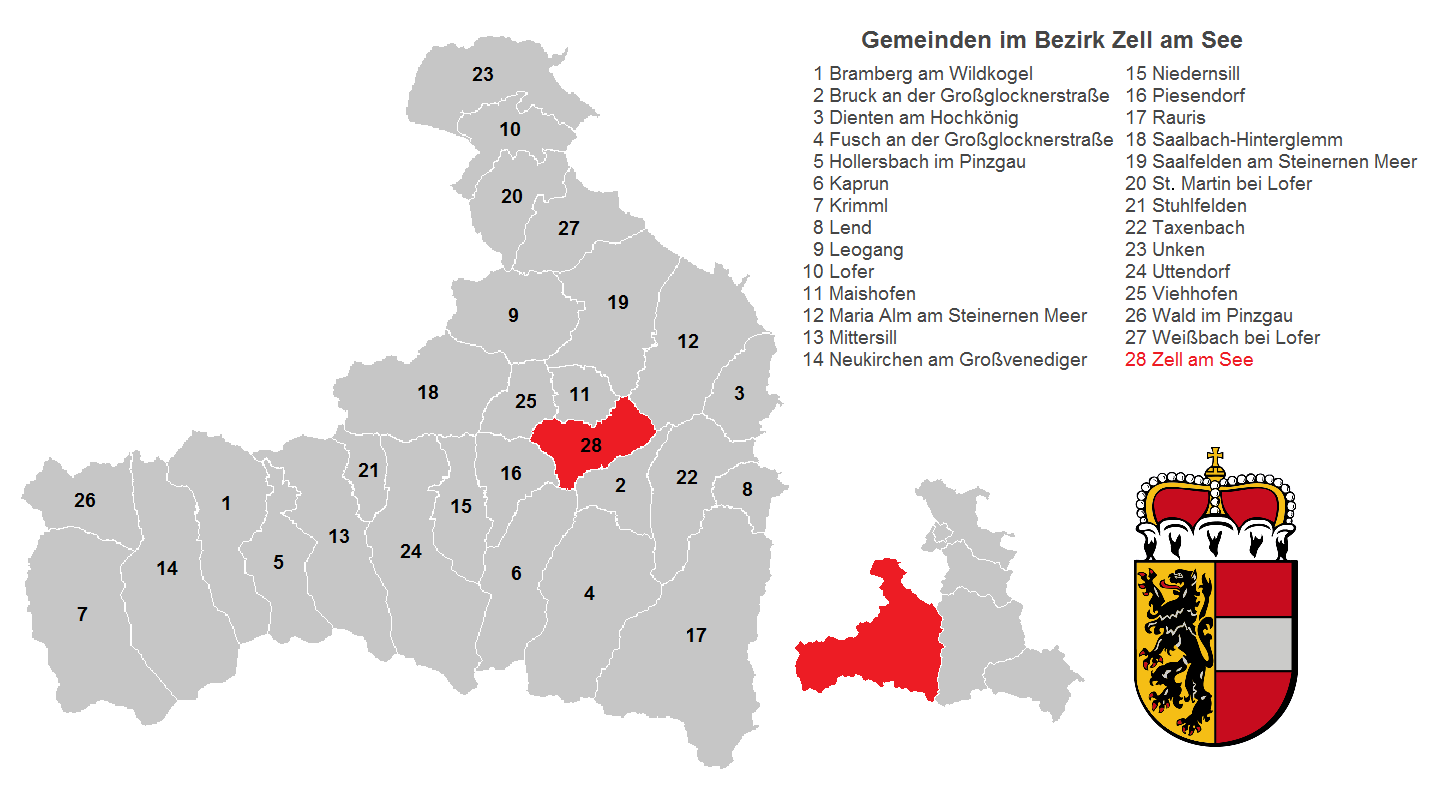
Общины округа Целль-ам-Зе

### Города
1. Зальфельден (15 093)
2. Целль-ам-Зе (9 638)

### Ярмарки
1. Лофер (1 943)
2. Миттерзилль (5 930)
3. Нойкирхен-ам-Гросфенедигер (2 616)
4. Раурис (3 107)
5. Таксенбах (2 918)

### Общины
1. Брамберг-ам-Вильдкогель (3 895)
2. Брук-ан-дер-Гросглокнерштрассе (4 430)
3. Динтен (800)
4. Фуш-ан-дер-Гросглокнерштрассе (754)
5. Холлерсбах (1 159)
6. Капрун (2 903)
7. Кримль (886)
8. Ленд (1 604)
9. Леоганг (3 035)
10. Майсхофен (3 026)
11. Мариа-Альм (2 143)
12. Нидернзилль (2 413)
13. Пизендорф (3 481)
14. Зальбах-Хинтерглем (3 020)
15. Санкт-Мартин-Лофер (1 151)
16. Штульфельден (1 539)
17. Ункен (1 956)
18. Уттендорф (2 813)
19. Фихофен (635)
20. Вальд (1 176)
21. Кёнигслайтен
22. Вайсбах-Лофер (406)